# Umaria
Umaria ist eine Stadt im indischen Bundesstaat Madhya Pradesh. Die Stadt liegt im Ostteil des Bundesstaates und in der Nähe des geografischen Zentrums Indiens.
Die Stadt ist der Verwaltungssitz des gleichnamigen Distrikts Umaria. Die Stadt ist in 15 Wards gegliedert. Sie hatte am Stichtag der Volkszählung 2011 33.114 Einwohner, von denen 17.509 Männer und 15.605 Frauen waren. Hindus bilden mit einem Anteil von über 91 % die Mehrheit der Bevölkerung in der Stadt. Die Alphabetisierungsrate lag 2011 bei 84,70 % und damit deutlich über dem nationalen Durchschnitt.
Scheduled Tribes bzw. Scheduled Castes machen 12,82 Prozent und 18,57 Prozent der Gesamtbevölkerung von Umaria aus.